# Dammen (Kristdala socken, Småland)
Dammen är en sjö i Oskarshamns kommun i Småland och ingår i Viråns huvudavrinningsområde. Dammen ligger i Viråns vattensystem Natura 2000-område.